# Casa Villaescusa
La casa Villaescusa, conocido popularmente como Galerías Colón situada en la calle Colon, número 8 de la ciudad de Orihuela (Alicante), Comunidad Valenciana, es un edificio residencial de estilo modernista valenciano construido en el año 1915, que fue proyectado por el arquitecto oriolano Severiano Sánchez Ballesta.

## Descripción
Se trata de una de las obras más destacadas del estilo modernista valenciano en Orihuela. Situado cerca de la subida al seminario, es popularmente conocido con el nombre de Galerías Colón por el antiguo comercio que albergó, ya que el edificio se encuentra en el chaflán de la calle Colón. 
Consta de planta baja, dos alturas y ático de menor altura. Destaca en su conjunto el amplio mirador de forma circular con ventanales de estilo modernista y el color azul celeste de la parte superior de la fachada, así como la cuidada decoración floral de las forjas de hierro en los balcones y barandillas. El edificio ha sido restaurado por completo recientemente por el arquitecto Juan Villaescusa Saavedra.

## Refereencias
1. ↑  «Casa Villaescusa». www.orihuelaturistica.es. Consultado el 21 de octubre de 2024.

- Jaén i Urban, Gaspar (1999).  Instituto de Cultura Juan Gil-Albert, Colegio Territorial de Arquitectos de Alicante, ed. Guía de arquitectura de la provincia de Alicante. p. 231. ISBN 84-7784-353-8.